# Enispa albicosta
Enispa albicosta är en fjärilsart som beskrevs av George Francis Hampson 1910. Enispa albicosta ingår i släktet Enispa och familjen nattflyn. Inga underarter finns listade i Catalogue of Life.